# Prasinocyma subfasciata
Prasinocyma subfasciata är en fjärilsart som beskrevs av Louis Beethoven Prout 1916. Prasinocyma subfasciata ingår i släktet Prasinocyma och familjen mätare. Inga underarter finns listade i Catalogue of Life.